# Henrietta Szold

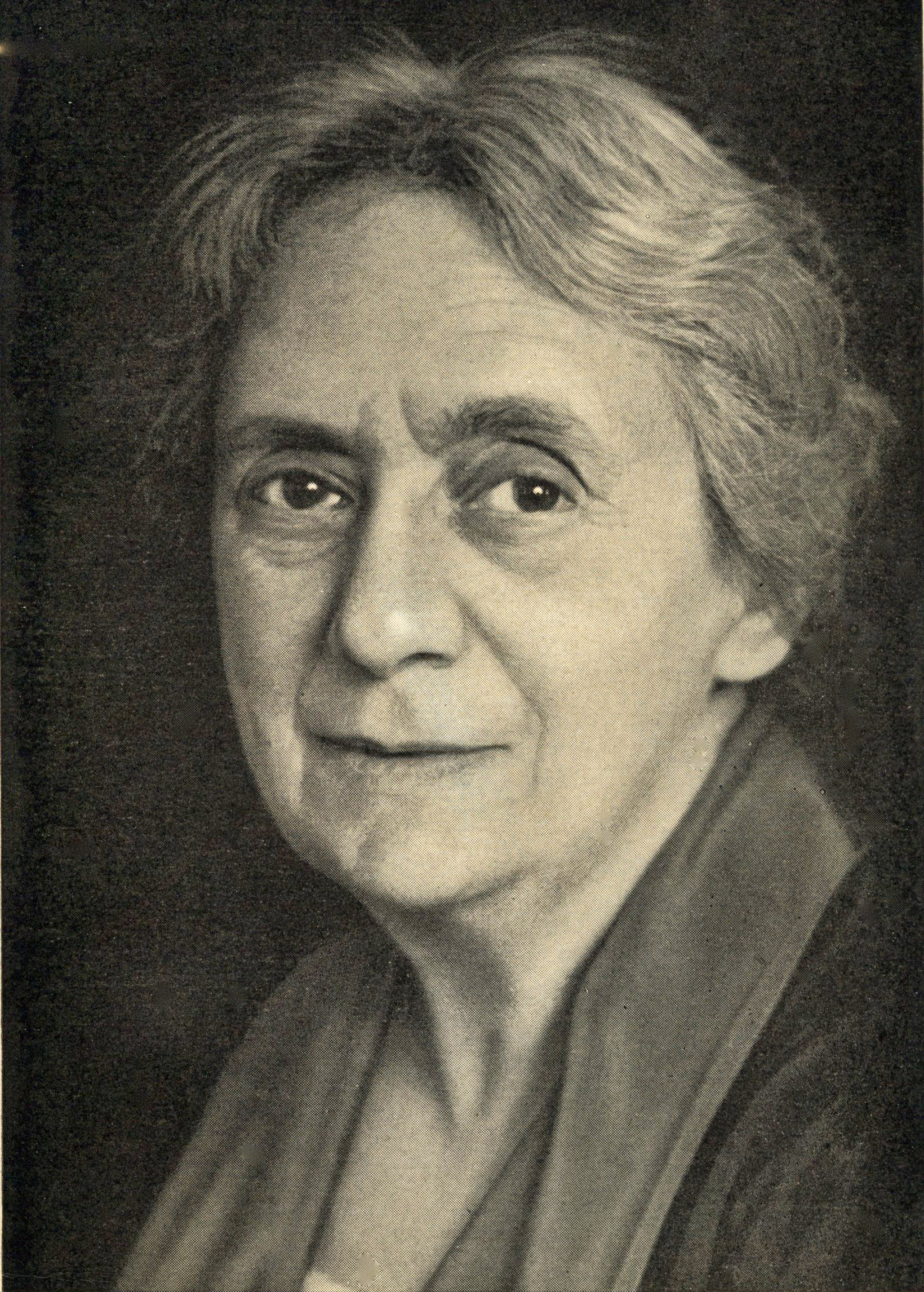
Henrietta Szold

Henrietta Szold (geboren am 21. Dezember 1860 in Baltimore; gestorben am 13. Februar 1945 in Jerusalem) war eine bedeutende Aktivistin des frühen Zionismus. Sie war Erzieherin, Autorin, Sozialarbeiterin und 1912 Gründerin der amerikanischen zionistischen Frauenorganisation Hadassah, der größten zionistischen Organisation der Welt. Sie leitete die Kinder- und Jugend-Alijah in Palästina und war auch Mitglied des Waʿad Leʾummi, Exekutive der Repräsentantenversammlung im Jischuv.

## Leben
Henrietta Szold war die älteste der fünf Töchter von Benjamin Szold (1829–1902) und Sophie Schaar Szold (1839–1916), die 1859 aus Ungarn in die USA emigriert waren. Benjamin Szold hatte zuvor am Jüdisch-Theologischen Seminar in Breslau eine Ausbildung absolviert und wurde nach der Ankunft in den USA Rabbiner an der Oheb Shalom-Synagoge in Baltimore. Henrietta Szolds jüngere Schwester war Adele Szold-Seltzer (* 1876 in Baltimore; † 1940), die die englische Übersetzung des 1922 in den USA erschienenen Buches Biene Maja von Waldemar Bonsels besorgt hatte, das dann im Verlag ihres Mannes Thomas Seltzer erschienen ist.
Henrietta Szold schloss mit 17 Jahren die Western Women’s High School ab und lehrte danach 15 Jahre lang Französisch, Deutsch und Mathematik an der privaten Mädchenschule Miss Adams’ School und an der religiösen Schule der jüdischen Gemeinde Oheb Shalom, an der ihr Vater Rabbiner war.
Unter dem Pseudonym Sulamith begann Szold regelmäßig den Baltimore Letter für den Jewish Messenger aus New York zu schreiben. Sie war die einzige Frau, die 1888 in das publication committee der neu gegründeten Jewish Publication Society (Gesellschaft für jüdische Publikationen) gewählt wurde, deren Geschäftsführerin sie von 1893 bis 1917 sogar war. Auch war sie eine der zwei Frauen, die 1893 vor dem jüdischen Kongress während des World Parliament of Religion sprechen durften. Im selben Jahr wurde sie Mitglied der Zionist Association of Baltimore und veröffentlichte 1896 einen Vortrag über ihre zionistischen Ansichten – wenige Wochen, bevor Theodor Herzl in der Öffentlichkeit mit seinem zionistischen Anliegen wahrgenommen wurde. Als sich dann 1898 die Federation of American Zionists gründete, wurde Szold Mitglied des Vorstands.
In den späten 1870er Jahren halfen Henrietta Szold und ihr Vater in Baltimore jüdischen Einwanderern, die aus Osteuropa und Russland kamen. Und so gründete sie 1889 in Zusammenarbeit mit der Hebrew Literary Society eine Abendschule, in der den Neuankömmlingen Englisch und der amerikanische Lebensstil nähergebracht wurden.
Nach dem Tod ihres Vaters 1902 zog sie mit ihrer Mutter nach New York, wo sie als eine der ersten Frauen in das Jewish Theological Seminary eintrat und u. a. den Talmud studierte. Das war bis dahin den Männern vorbehalten, und nur unter der Einschränkung, kein Rabbiner werden zu dürfen, konnte Szold ihr Studium des Talmud beginnen. Dort schloss sie enge Freundschaft mit Solomon Schechter, Israel Friedlaender und deren Frauen, und hier arbeitete sie auch eng mit Louis Ginzberg zusammen, an dessen Herausgabe der The legends of the Jews sie als „bescheidene Ko-Autorin, Lektorin und Übersetzerin“ maßgeblich beteiligt war. Szold zog sich im Jahr 1909 aus dem Projekt zurück, „als sie sich [...] in ihren Hoffnungen auf eine gemeinsame private Zukunft enttäuscht sah“.
1909 erhielt Henrietta Szold von der Jewish Publication Society, für dessen Publication Committee sie als Sekretärin tätig war („ein Titel, der ihren höchst umfangreichen und anspruchsvollen Tätigkeiten als Lektorin und Herausgeberin kaum gerecht wird“) ein Geldgeschenk von 500 Dollar, mit dem sie eine einmonatige Reise in das Gebiet des heutigen Israel finanzierte. Dieser Besuch prägte sie derart nachhaltig, dass sie ihre zionistischen Bestrebungen noch weiter verstärkte und sich für Palästina einsetzen wollte. So wurde sie 1910 Präsidentin der Federation of American Zionists. Die vielen Verpflichtungen setzten ihrer Gesundheit zu, und so musste sie 1911 eine sechsmonatige Auszeit nehmen, um sich zu erholen. Am 24. Februar 1912 gründeten 38 Frauen aus dem Hadassah-Studienkreis, dem Szold fünf Jahre zuvor beigetreten war, die American Daughters of Zion; wieder wurde Szold in die höchste Position gewählt. Die Organisation selbst wurde 1914 in Hadassah umbenannt.

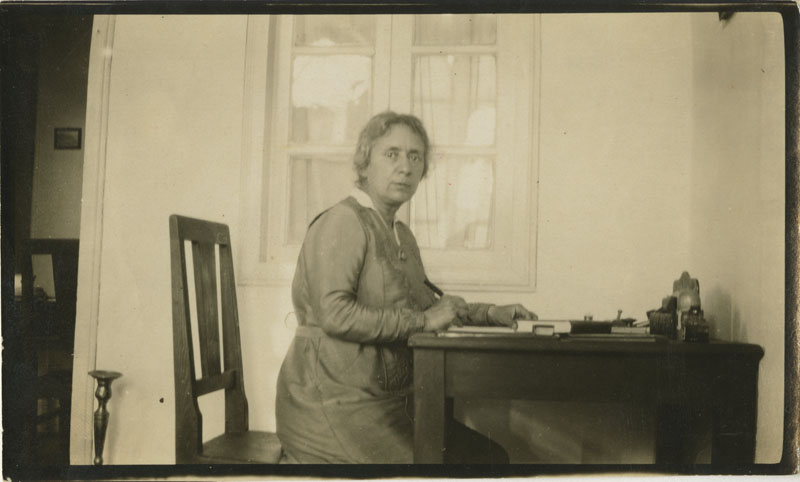
Henrietta Szold in Jerusalem, ca. 1922

Während des Ersten Weltkriegs war die medizinische Versorgung der palästinensischen Bevölkerung katastrophal, doch das American Zionist Medical Unit durfte erst nach Ende des Krieges, 1918, Personal nach Palästina schicken. Zwei Jahre später willigte die 59-jährige Szold ein, die Führung der Organisation vor Ort zu übernehmen. Ab diesem Zeitpunkt blieb sie in Palästina, mit Ausnahme einiger Besuche und einem längeren Aufenthalt in den USA von 1923 bis 1926. Die Vereinigten Staaten betrachtete sie dennoch immer als ihre Heimat. In Palästina wurde Szold 1931 in den Nationalausschuss (Waʿad Leʾummi) gewählt.
Die größte Herausforderung ihres Lebens erwartete Henrietta Szold mit Beginn des Zweiten Weltkriegs. Schon Anfang der 1930er Jahre war sie gebeten worden zu helfen, jüdische Kinder bei der Einwanderung nach Palästina zu unterstützen. Als sich 1933 und 1934 die Lebensumstände für die Juden in Deutschland drastisch verschlechterten, wurde Szold in Palästina die Leiterin der von Recha Freier in Berlin gegründeten und von Georg Landauer tatkräftig unterstützten Jugend-Alijah. Ihr engster Mitarbeiter wurde dabei der 1935 aus Deutschland eingewanderte Bankier Hans Beyth. Sie sammelte Geld, stellte Wohnunterkünfte bereit und unterrichtete die Einwanderer. Auf diese Weise wurden tausende Kinder, zunächst aus Deutschland, später auch aus anderen Ländern, gerettet.
1940 gründete Henrietta Szold die Stiftung LeMaʿan ha-yeled we-ha-noʿar (hebr.: Zum Wohl des Kindes und des Jugendlichen) zur Förderung der Jugendpflege und der Jugendforschung. Henrietta Szold selbst hatte nie eigene Kinder.
Im Alter von 84 Jahren starb Henrietta Szold an einer Lungenentzündung, begraben wurde sie auf dem Jüdischen Friedhof am Ölberg.

## Ehrungen (Auswahl)
- Der Palmach hatte ein illegales Einwandererschiff nach ihr Henrietta Szold benannt (1946).
- Auf den von 1976 bis 1984 herausgegebenen Fünf-Lira-Noten der Bank of Israel ist Henrietta Szold vor dem Hadassah-Krankenhaus zu sehen.
- Die Stiftung Lemaʿan ha-yeled we-ha-noʿar wurde nach ihrem Tode in Mossad Szold umbenannt.[8] Ihr zu Ehren benannt sind außerdem das Henrietta Szold Institute sowie Kfar Szold, ein Kibbutz in Nordisrael.
- 2007 wurde Henrietta Szold in die amerikanische National Women’s Hall of Fame aufgenommen.
- In Israel wird Familientag (ehemals Muttertag) am Todestag Henrietta Szolds gefeiert: am 30. Schvat.

## Schriften
- What Judaism Has Done for Women. Rede anlässlich des World Parliament of Religions. 1893.
- A Century of Jewish Thought. Herausgegeben vom National Council of Jewish Women, 1896.